# Jean Torlais
Jean Henri Louis Marie Torlais, né à La Rochelle le 18 septembre 1897 et mort à Soisy-sur-Seine le 21 octobre 1964 est un médecin français, historien des sciences.

Arrêté à la Libération en juillet 1946, on reproche à ce médecin d’avoir dénoncé un de ses confrères et résistant, Octave Bigois, avant de s’installer dans sa propriété. Il lui est également reproché s’avoir facilité le départ forcé d’un jeune Rochelais pour le STO (Service du travail obligatoire) en Allemagne, alors que ce dernier était blessé.

## Biographie
Il fait ses études médicales à Poitiers et à Bordeaux. Il exerce en tant que médecin dans sa ville natale de 1921 à 1947, puis s'installe à Paris en 1949 pour y exercer jusqu'à sa mort. Il est historien des sciences amateur et écrit des biographies de savants comme Jean Antoine Nollet ou Réaumur, qui étaient bien mal connus avant lui.   
À la Libération, Jean Torlais est arrêté pour faits de collaboration. Le 26 juillet 1946, il est condamné par la chambre civique de La Rochelle pour atteinte à la sûreté extérieure de l'État – il lui est notamment reproché d'avoir dénoncé un de ses confrères, le Dr Octave Bigois, comme gaulliste afin de s'installer dans sa propriété – avant de bénéficier d'une amnistie en 1951. En 2024, ce passé collaborationniste refait surface à la faveur des recherches historiques d'un écrivain, Xavier de Ronne, qui s'aperçoit qu'une rue de La Rochelle porte le nom de Jean Torlais.  

## Publications

### Ouvrages
- Réaumur précurseur de Pasteur, Bordeaux, Impr. de A. Destout aîné, 1936.
- Catalogue des manuscrits de la Société de médecine et de chirurgie de La Rochelle, La Rochelle, Impr. de l'Ouest, 1937.
- Un esprit encyclopédique en dehors de « l'Encyclopédie », Réaumur, d'après des documents inédits, Bruges, Paris, Impr. Desclée de Brouwer & Cie, 1937. Édition revue et augmentée : Réaumur, d'après des documents inédits : le biologiste, l'entomologiste, l'inventeur, le métallurgiste, le naturaliste, le physicien, Paris, Libraire scientifique et technique A. Blanchard, 1961.
- Un Rochelais grand maître de la franc-maçonnerie et physicien au XVIIe siècle, le rév. J.-T. Désaguliers, La Rochelle, F. Pijollet, 1937
- La mère de François Ier, Louise de Savoie, a-t-elle été une « femme damnée » ?, La Rochelle, Charles Millon, 1938
- Réaumur. Morceaux choisis : présentés et annotés par le Dr J. Torlais, Paris, Gallimard, coll. « Les grandes personnalités de la science », 1939.Préface par Maurice d'Ocagne. Plusieurs tirages pour l'année 1939 mentionnés comme éditions : 3e, 4e, 5e éd.
- Un physicien au siècle des Lumières, l'abbé Nollet : 1700-1770 (préf. M. le Pr Léon Biset), préface de M. le Pr Léon Biset. Paris, Sipuco (Impr. de la Société des journaux et publications du Centre), 1954.Nouvelle édition :  Elbeuf-sur-Andelle, Jonas, 1987.
- L'Abbé Nollet (1700-1770) et la physique expérimentale au XVIIIe siècle, Paris, Palais de la Découverte, coll. « Les Conférences du Palais de la Découverte » (no 60, série D), 1959

### Ouvrages collectifs
- Montesquieu, homme de science, Bordeaux, s. d., in Actes du Congrès Montesquieu, Bordeaux, 23-26 mai 1955.
- Chronologie de la vie et des œuvres de René-Antoine Ferchault de Réaumur, La vie et l'œuvre de Réaumur (1683-1757), Paris, Presses Universitaires de France, 1962, pp. 1-24.
- Réaumur et l'histoire des abeilles, ibid., pp. 124-140.
- Réaumur philosophe, ibid., pp. 145-165.
- La physique expérimentale, in Enseignement et diffusion des sciences en France au XVIIIe siècle, sous la direction de René Taton, Paris, Hermann, 1964.
- Jean Fernel a-t-il été un grand médecin ? L'aventure de la science. Mélanges Alexandre-Koyré, Paris, Hermann, 1964, pp. 578-587.

### Articles de revues

#### Dans laRevue d'histoire des sciences
- Chronologie de la vie et des œuvres de René-Antoine Ferchault de Réaumur, XI, 1958, n° 1, pp. 1-12, 1 portrait.
- Réaumur philosophe, XI, 1958, n° 1, pp. 13-33.
- Réaumur et l'histoire des abeilles, XI, 1958, n° 1, pp. 51-67.

[Ces trois articles, revus et corrigés, ont paru également dans le volume collectif La vie et l’œuvre de Réaumur (1683-1757), v. ci-dessus].
- L'Académie de La Rochelle et la diffusion des sciences au XVIIIe siècle, XII, 1959, n° 2, pp. 111-126.
- Inventaire de la correspondance et des papiers de Réaumur conservés aux Archives de l'Académie des sciences de Paris, XII, 1959, n° 4, pp. 315-326.
- Un cabinet d'histoire naturelle français datant du XVIIIe siècle, XIV, 1961, n° 1, pp. 87-88.
- Apothicaireries de France, XV, 1962, n° 1, pp. 72-73.
- Qui a inventé la bouteille de Leyde ?, XVI, 1963, n° 3, pp. 211-219.

#### Dans d'autres revues
- La santé de Fontenelle, d'après une lettre inédite de Réaumur, Progrès médical, n° 22, 24 nov. 1952 ; s. l., 1956.
- Un anniversaire : description de l'aphasie par Gérard Van Swieten, en 1753, Progrès médical, n° 20, 24 octobre 1953.
- Les médecins et l'électricité au XVIIIe siècle, Hist. de la méd., numéro spécial, nov. 1953.
- Au chevet de Pascal, Progrès médical, 10 janv. 1954, n° 1, s. 1., 195G.
- Regards sur le passé du remède électrique. I : Les purgations électriques au XVIIIe siècle, Rev, hist. pharm., juin 1954 ; s. l., 1956.
- De la gérontologie aux « Pensées » de Joubert, Cahiers de marottes et de violons d'Ingres, 1955, n° 33 ; s. l., 1955.
- Un prestidigitateur célèbre, chef de service d'électrothérapie au XVIIIe siècle : Ledru dit Cornus 1731-1807, Hist. de la méd., n° 2, févr. 1955 ; s. l., 1956.
- Une figure oubliée : le Dr Chauvot de Beauchêne, médecin de Joseph Joubert et de Pauline de Beaumont, Hist. de la méd., n° 11, déc. 1955 ; s. l., 1956.
- Georges Barrand (de Chatelaillon), 1887-1954, Hist. de la méd., s. l., 1956.
- Louis XVI a-t-il été opéré ? Aesculape, janv. 1956 ; s. l., 1956.